# Dactylurina schmidti
Dactylurina schmidti là một loài Hymenoptera trong họ Apidae. Loài này được Stadelmann mô tả khoa học năm 1895.